# Provincia dell'Isola di Pasqua
La provincia dell'Isola di Pasqua è una delle province della regione cilena di Valparaíso, il capoluogo è la città di Hanga Roa. Il territorio della provincia comprende l'Isola di Pasqua e l'isola disabitata di Sala y Gómez.	
La provincia è costituita da un unico comune:
- Isola di Pasqua